# NGC 14
NGC 14は、ペガスス座の方角にある不規則銀河である。1786年9月18日にウィリアム・ハーシェルによって発見された。